# Eleccions legislatives gregues de 1935
Les eleccions legislatives gregues de 1935 se celebraren el 9 de juny de 1935, en un fort clima de tensió entre republicans i monàrquics. Va guanyar el Partit Popular i Panagis Tsaldaris va formar govern.

## Resultats
| Eleccions legislatives gregues de 1935                                                                                          | Eleccions legislatives gregues de 1935          | Eleccions legislatives gregues de 1935 | Vots    | Vots | Vots | Escons | Escons |
| Eleccions legislatives gregues de 1935                                                                                          | Eleccions legislatives gregues de 1935          | Eleccions legislatives gregues de 1935 | No.     | %    | +− % | No.    | +−     |
| --- | ----------------------------------------------- | -------------------------------------- | ------- | ---- | ---- | ------ | ------ |
| Unió de Reialistes | Ioannis Metaxàs Ioannis Rallis Georgios Stratos |                                        | 14,80   |      | 7    |        |        |
| Partit Popular Partit Nacional Radical                                                                                          | Panagis Tsaldaris                               |                                        | 65,04   |      | 287  |        |        |
| Unió Macedònia |                                                 |                                        | 2,88    |      | -    |        |        |
| Unió Nacional |                                                 |                                        | 0.25    |      | -    |        |        |
| Comunistes (KKE) i altres |                                                 |                                        | 9.59    |      | -    |        |        |
| Altres |                                                 |                                        | 6.89    |      | 6    |        |        |
| Totals | Totals                                          |                                        | 100.00  |      |      |        |        |
| Constituències | Constituències                                  |                                        | 38      |      | 300  |        |        |
| Vots vàlids | Vots vàlids                                     | 1,029,196                              |         |      |      |        |        |
| Vots nuls | Vots nuls                                       | 61.166                                 | (5,61%) |      |      |        |        |
| Vots totals | Vots totals                                     | 1.090.362                              |         |      |      |        |        |
| Electorat |                                                 |                                        |         |      |      |        |        |
| Població | Població                                        | 6.127.593                              |         |      |      |        |        |
| Font: Texts of Constitutional History, vol. 2, p. 414. Encyclopedian Dictionary "the Sun", Volum 17, Article: Panagis Tsaldaris |                                                 |                                        |         |      |      |        |        |